# Rudolf Bernauer

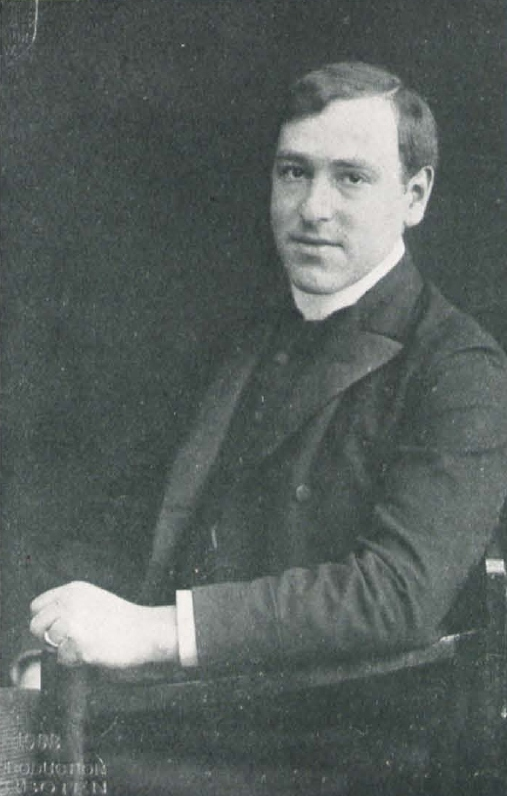
Rudolf Bernauer, 1908

Rudolf Bernauer (geboren 20. Januar 1880 in Wien, Österreich-Ungarn; gestorben 27. November 1953 in London) war Chanson-Autor, Operetten-Librettist, Theaterdirektor, Filmregisseur und Drehbuchautor.

## Leben
Bernauers Vater Josef stammte aus Budapest und war Ungar, Rudolf Bernauer wurde 1920 Deutscher. Nach seiner Flucht 1933 aus dem Deutschen Reich wurde ihm die Staatsbürgerschaft entzogen. Bernauer war in erster Ehe mit der Opernsängerin Henry Remilly verheiratet, sie hatten den Sohn Emmerich Bernauer (1906–1996). Mit der zweiten Frau Emmy Erb hatte er die Tochter Agnes Bernelle. 
Bernauer gab sein Debüt als Schauspieler 1900 am Deutschen Theater in Berlin. 1907 übernahm er mit Carl Meinhard das Berliner Theater, dazu 1911 das Hebbel-Theater und 1913 das Komödienhaus. Schließlich wurde er Eigentümer des Theaters am Nollendorfplatz. 
Bernauer schrieb Texte für die Wiener Operette Der tapfere Soldat (1908) sowie für die Berliner Operetten Der liebe Augustin (1912), Wie einst im Mai (1913), Die wunderliche Geschichte des Kapellmeisters Kreisler (1922), wofür er eine eigene Simultanbühne („Kreislerbühne“) entwickelte, und Kreislers Eckfenster (1923). 
Zu seinen Liedern zählen Die Männer sind alle Verbrecher …, Untern Linden, untern Linden, Es war in Schöneberg im Monat Mai und das von Kurt Tucholsky als „klassisches Berliner Couplet“ gewürdigte Und Meyer sieht mich freundlich an. 1924 gab er alle seine Bühnen auf, 1935 emigrierte er nach London. Er verfügte am Viktoria-Luise-Platz 1 in Berlin-Schöneberg über eine große Wohnung, die jedoch im Krieg zerstört wurde. Am Neubau des Gebäudes erinnert eine Gedenktafel an ihn und seine Tochter aus zweiter Ehe, die Schauspielerin Agnes Bernelle.
Er inszenierte insgesamt zwei Filme, schrieb aber Drehbücher und Texte zu einigen weiteren Filmen.
Am Victoria-Luise-Platz in Schöneberg ist ihm eine Berliner Gedenktafel gewidmet.

## Filmografie
als Drehbuchautor und Textschreiber (Auswahl):
- The Chocolate Soldier (USA 1915; Operettentext)
- Bummelstudenten (D 1917)
- The Garden of Eden / Der Garten Eden (USA 1928)
- Geld auf der Straße (Ö 1930)
- Ihre Majestät die Liebe (D 1931)
- Der Herr Bürovorsteher (D 1931)
- Salto in die Seligkeit (Ö 1934)
- Under Secret Orders (GB 1937)
- Vadertje Langbeen (NL 1938; Szenario)
- Duchácek to zarídí (CZ 1938)
- Money for Jam (GB 1939)
- Der Hutmacher und sein Schloß (Hatter’s Castle) (GB 1941)
- Give me the Stars (GB 1945)

als Regisseur:
- Ausflug ins Leben (1931)

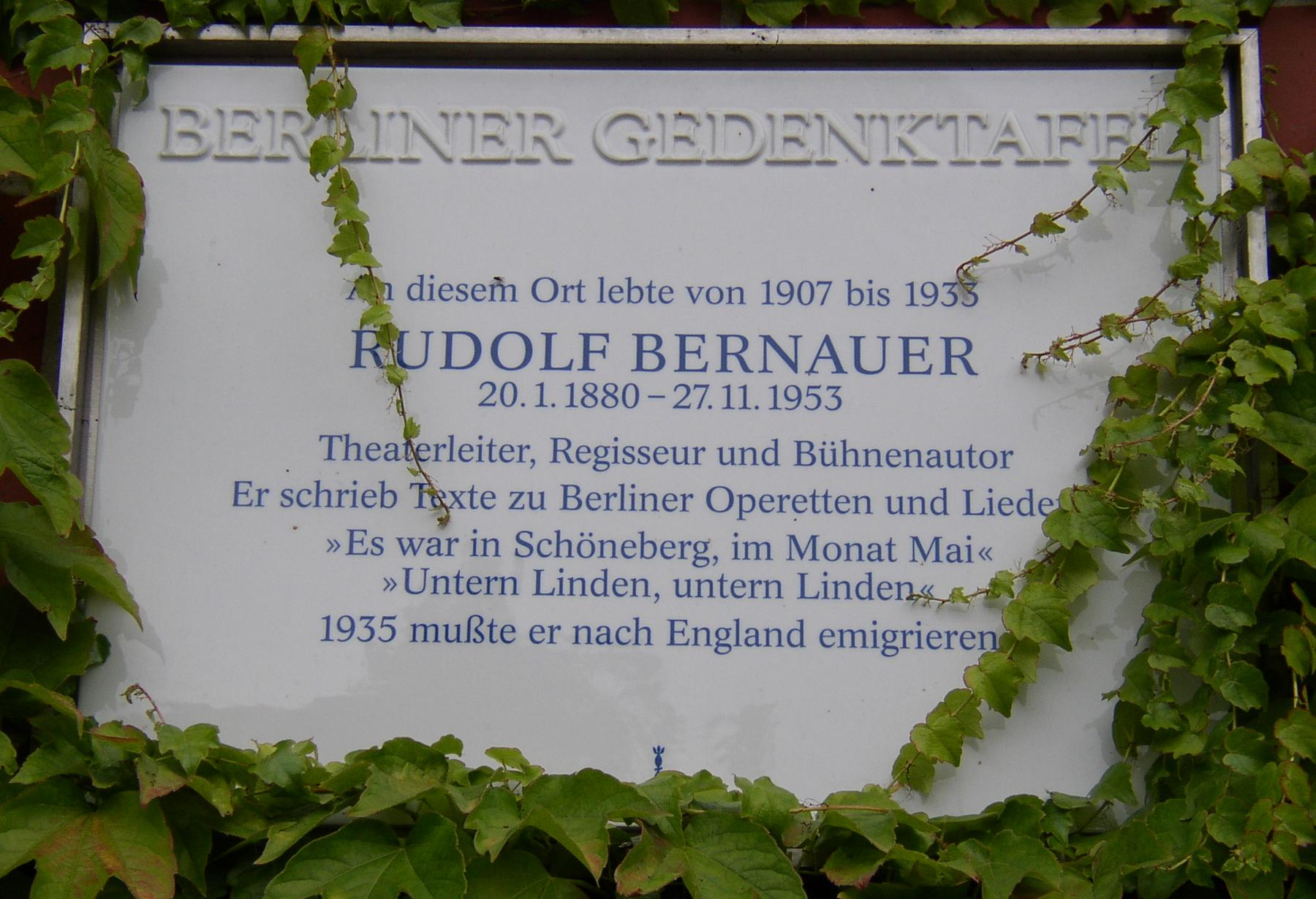
Berliner Gedenktafel in Berlin-Schöneberg (Viktoria-Luise-Platz 1)

- Goldblondes Mädchen, ich schenk Dir mein Herz (1932)

## Autobiographie
- Theater meines Lebens. Erinnerungen. Blanvalet Verlag, Berlin 1955